# Vilse i pannkakan
Vilse i pannkakan var ett svenskt barnprogram i SVT med premiär den 1 september 1975. Programmet producerades av Christoffer Barnekow och Staffan Westerberg, där Westerberg skrev manus och själv spelade huvudrollen. Det innehöll även musik av Thomas Wiehe.
Programmet Vilse i pannkakan handlar om en pojke som inte vill äta upp sin pannkaka. Istället börjar pojken fantisera om de varelser som kan tänkas leva på och inuti den nu jättelika pannkakan. Vilse i pannkakan är en form av modellteater eller dockteater där pannkakan utgör den primära scenen. Den allvarliga och fantasifulla surrealismen är tämligen typisk för Westerbergs form av drama.
Sångerna från Vilse i pannkakan släpptes på LP med samma namn. Staffan Westerberg parodierade senare sig själv med föreställningen med samma namn på Teater Brunnsgatan 4 under 2002. Den 19 september år 2007 släpptes TV-serien på DVD.
Serien har uppfattats som vänsterorienterad, eftersom Storpotäten och kamrer Rävinge kan tolkas som representanter för kapitalismen. Detta är dock inte något bärande drag i berättelsen.
Sedan år 2008 sänds ett annat barnprogram som har jämförts med Vilse i pannkakan: Pomos Piano. Rolando Pomo, som skapade Pomos Piano, uppger att han aldrig sett Vilse i pannkakan, så att serierna liknar varandra är enligt honom bara en ren tillfällighet.
Serien är en av titlarna i boken Tusen svenska klassiker (2009).

## Medverkande
- Staffan Westerberg
- Kristina Karlin (senare Kamnert)
- Tommy Nilson
- Raimo Juntunen (från musikgruppen Avgrunden)
- Thomas Wiehe

## Karaktärer
| - Vilse - Vilja - Galileo Galilei - Trashanken - Storpotäten | - Lucifer och Lucia - Älgen Laban - Gammelkajsa - Kamrer Rävinge - Brandkapten Holm |

### Fotnoter
1. ↑  Storpotäten ska göra comeback Arkiverad 30 april 2007 hämtat från the Wayback Machine., Aftonbladet, 13 november 2001
2. ↑  Från skolan till tv-rutan Arkiverad 4 mars 2016 hämtat från the Wayback Machine. Mitt i Tensta-Rinkeby. 4 november 2008
3. ↑  Gradvall et al 2009, #429